# Jeanne de Belleville
Jeanne de Belleville (1300–1359), ook bekend als de “Bretoense tijgerin” was in haar latere levensjaren een gevreesd kaperkapitein die het Kanaal schoonveegde en alle Franse schepen die ze kon treffen vernietigde, tussen 1343 en 1356. Zoals in de biografie vermeld staat is het weinig waarschijnlijk dat deze periode 13 jaar duurde zoals de legende die rond haar geweven werd, vertelt.

## Biografie
Jeanne Louise de Belleville was de dochter van Maurice IV van Belleville-Montaigu (1263-1304) en Létice de Parthenay (1276- ??) en werd geboren in 1300 in de voormalige provincie Poitou. Op twaalfjarige leeftijd werd ze uitgehuwelijkt aan de 19-jarige Geoffrey de Châteaubriant (1293-1326). Ze had twee kinderen met hem, Louise en Geoffrey. In 1326 stierf Châteaubriant. Vier jaar later, in 1330, trouwde ze voor een tweede keer, nu met Olivier IV de Clisson. In totaal kregen zij vijf kinderen: Maurice, Guillaume, Olivier, Isabeau (al gestorven in 1343) en Jeanne.

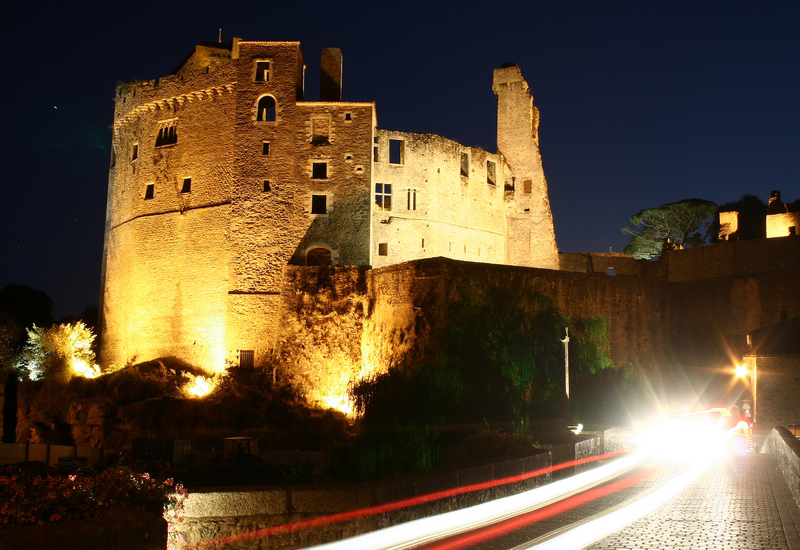
Het Kasteel van Clisson bij nacht

Olivier was een rijke edelman met een kasteel in Clisson, een huis in Nantes en landerijen en een kasteel in Blain. In de successiestrijd voor de opvolging van Jan III van Bretagne in 1342 koos hij de partij van Karel van Blois, die gesteund werd in zijn aanspraken door Filips VI van Frankrijk. In december 1342 wordt hij gevangengenomen bij de 4e belegering van Vannes door de Engelsen, die de kandidatuur van Jan van Montfort voor de hertogelijke titel steunden. Olivier werd van Franse zijde verdacht van samenwerking met de Engelsen. Hij werd in de zomer van 1343 uitgenodigd voor een toernooi door Filips VI, die hem gevangen zette en hem zonder proces veroordeelde voor felonie en liet onthoofden op de hallen van Parijs op 22 augustus 1343. Het hoofd van Olivier werd naar Nantes gezonden, op een paal gestoken en tentoongesteld op de wallen van het kasteel van Bouffay, dan wel op de wallen van een stadspoort volgens sommige kronieken. Het was in die tijd zeker niet gebruikelijk om het lijk van een edelman op een dergelijke manier te ontluisteren.
Jeanne kwam gebroken van verdriet naar Nantes om het trieste spektakel te aanschouwen. Ze was woedend over wat zij een laffe moord vond en zwoer dat ze Filips en Karel van Blois nooit meer zou vergeven en haar echtgenoot zou wreken. Ze verkocht wat was overgebleven van haar landgoederen om geld te verzamelen voor de oprichting van een klein leger waarmee ze de pro-Franse troepen in Bretagne ging bevechten. Zo zou ze onder meer het garnizoen van Château-Thébaud uitgemoord hebben. Er bestaat een arrest van eind 1343 waarin Jeanne zelf veroordeeld wordt voor verraad en haar persoonlijke goederen geconfisqueerd worden. Toen het op land voor haar te gevaarlijk werd, verplaatste ze haar activiteiten naar zee.
Jeanne begon een jacht op Franse koopvaardijschepen. Na vele gevechten, waarbij ze de Fransen grote verliezen toebracht, leed ze schipbreuk. Jeanne kon zich met haar twee zonen Guillaume en Olivier en drie dienaars redden met een sloep en na zes dagen te hebben rondgedreven op zee bereikten ze Morlaix waar ze werden verwelkomd door de aanhangers van de Montforts. Haar jongste zoon Guillaume, toen 4 jaar, overleefde dit avontuur niet, hij stierf van kou en ontbering.
De legende ontstaan rondom Jeanne de Belleville beweert dat ze gedurende 13 jaar de kaapvaart bedreven zou hebben, maar uit documenten van het hof van Edward III weten we dat Jeanne in 1345 landerijen kreeg toegewezen die in Bretagne in handen van de Engelsen waren. Wat er ook van zij, Jeanne trok zich in 1356 met haar zoon Olivier terug in Engeland. Ze was in 1349 opnieuw in het huwelijk getreden en wel met Walter Bentley, een luitenant van Eduard III van Engeland en kapitein van de Engelse troepen die voor Jan van Montfort vocht tegen Karel van Blois. Bentley won onder meer de slag bij Mauron op 4 augustus 1352. Hij werd voor zijn diensten beloond met lenen in Bretagne onder meer “de landerijen en kastelen" van Beauvoir-sur-mer, Ampant, Barre, Blaye, Châteauneuf, Villemaine, het eiland Chauvet en de eilanden van Noirmoutier en Bouin. Haar zoon Olivier, die 12 jaar oud was, werd opgeleid aan het hof van Edward III waar hij met dezelfde egards werd behandeld als de zoon van Jan van Montfort, de toekomstige hertog Jan IV van Bretagne.
Later keerden ze terug naar Frankrijk en vestigden zich in Hennebont, een havenstadje aan de Bretoense kust, bij de gravin en de jonge graaf van Montfort. Haar landgoed in Blain was geconfisqueerd en aan Louis de Poitiers gegeven na de executie van haar man Olivier. Ze overleed in 1359. Na haar dood bevestigde Edward III dat haar zoon Olivier de bezittingen van zijn stiefvader Walter Bentley in Frankrijk zou erven.
Haar zoon, Olivier V van Clisson zou, hoewel opgevoed aan het Engelse hof, zich tegen Jan IV van Bretagne en de Engelsen keren en zich verzoenen met de Valois. Hij trad in dienst bij Karel V van Frankrijk en bleef in dienst van diens zoon Karel VI. Olivier gaf blijk van uitzonderlijke militaire capaciteiten en werd in 1380 benoemd tot connétable van Frankrijk. In 1392 zou hij zich ook verzoenen met Jan IV van Bretagne en de opleiding van diens opvolger Jan V van Bretagne verzorgen. Hij wordt een van de rijkste mannen van zijn tijd.
Bij het Verdrag van Brétigny in 1360 werd Jeannes echtgenoot gerehabiliteerd door koning Jan II van Frankrijk (Jean le Bon) en in 1361 kreeg zijn zoon Olivier V de Clisson zijn verloren rechten op de gebieden van zijn vader terug.